# Fresonara
Fresonara (Fërsnèira in piemontese, Fërsnèra nel dialetto locale) è un comune italiano di 632 abitanti della provincia di Alessandria in Piemonte.
Il comune è situato non lontano dal torrente Orba.

## Origini del nome
Incerta l'origine del nome. Secondo l'ipotesi più diffusa, Frisinaria deriverebbe da Frassinaria ad indicare notevoli estensioni boschive di frassini nella zona, anche in considerazione del fatto che il territorio faceva parte della silva urbe citata da Paolo Diacono come luogo preferito dai sovrani longobardi per le battute di caccia.
Secondo altre ipotesi, il toponimo indicherebbe l'esistenza nel luogo di una fortezza saracena o trarrebbe origine dal nome della famiglia romana dei Fresus.

## Storia
Donata nel 969 dalla regina Adelaide e l'imperatore Ottone I al monastero di San Salvatore di Pavia con il nome di "Frisinaria", fu in seguito infeudata a Oberto di Rovereto (1100) che la passò ai suoi eredi. Nel 1179 si pose sotto la tutela del comune di Alessandria. Caduta in possesso di Facino Cane, fu affidata da questi a i suoi luogotenenti Domenico Trotti e Rizzo dal Pozzo, che nel 1404 si ribellarono al capitano di ventura, il quale reagì distruggendo borgo e castello, pareggiandola al suolo. 
Feudo degli Anfossi, poi dei Guasco di Bisio e dei Trotti di Vinzaglio, fece parte del Ducato di Milano. Nel XVIII secolo entrò a far parte dei possedimenti sabaudi.

### Simboli
Lo stemma utilizzato liberamente dal comune, anche se privo di formale decreto di concessione, rappresenta un albero nodrito su un terrazzo pietroso, il tutto al naturale. L'albero potrebbe essere un frassino seguendo l'ipotesi che il nome del comune derivi dal latino fraxinus ("frassino").

## Società

### Evoluzione demografica
Abitanti censiti

## Amministrazione
Di seguito è presentata una tabella relativa alle amministrazioni che si sono succedute in questo comune.
| Periodo        | Periodo        | Primo cittadino             | Partito                                       | Carica  | Note  |
| -------------- | -------------- | --------------------------- | --------------------------------------------- | ------- | ----- |
| 25 giugno 1985 | 28 agosto 1989 | Giovanni Ferrari            | indipendente                                  | Sindaco | [ 6 ] |
| 28 agosto 1989 | 26 maggio 1990 | Remo Giuseppe Ferrari       | Partito Comunista Italiano                    | Sindaco | [ 6 ] |
| 26 maggio 1990 | 24 aprile 1995 | Massimo Livio Antonio Bisio | Movimento Sociale Italiano - Destra Nazionale | Sindaco | [ 6 ] |
| 24 aprile 1995 | 14 giugno 1999 | Massimo Livio Antonio Bisio | destra                                        | Sindaco | [ 6 ] |
| 14 giugno 1999 | 14 giugno 2004 | Massimo Livio Antonio Bisio | lista civica                                  | Sindaco | [ 6 ] |
| 14 giugno 2004 | 8 giugno 2009  | Andrea Morasca              | lista civica                                  | Sindaco | [ 6 ] |
| 8 giugno 2009  | 26 maggio 2014 | Massimo Livio Antonio Bisio | lista civica Grappolo d'uva spighe di grano   | Sindaco | [ 6 ] |
| 26 maggio 2014 | 27 maggio 2019 | Massimo Livio Antonio Bisio | lista civica Grappolo d'uva con spighe        | Sindaco | [ 6 ] |
| 27 maggio 2019 | 9 giugno 2024  | Paola Penovi                | lista civica Per Fresonara                    | Sindaco | [ 6 ] |
| 9 giugno 2024  | in carica      | Paola Penovi                | lista civica Per Fresonara                    | Sindaco | [ 6 ] |

## Galleria d'immagini

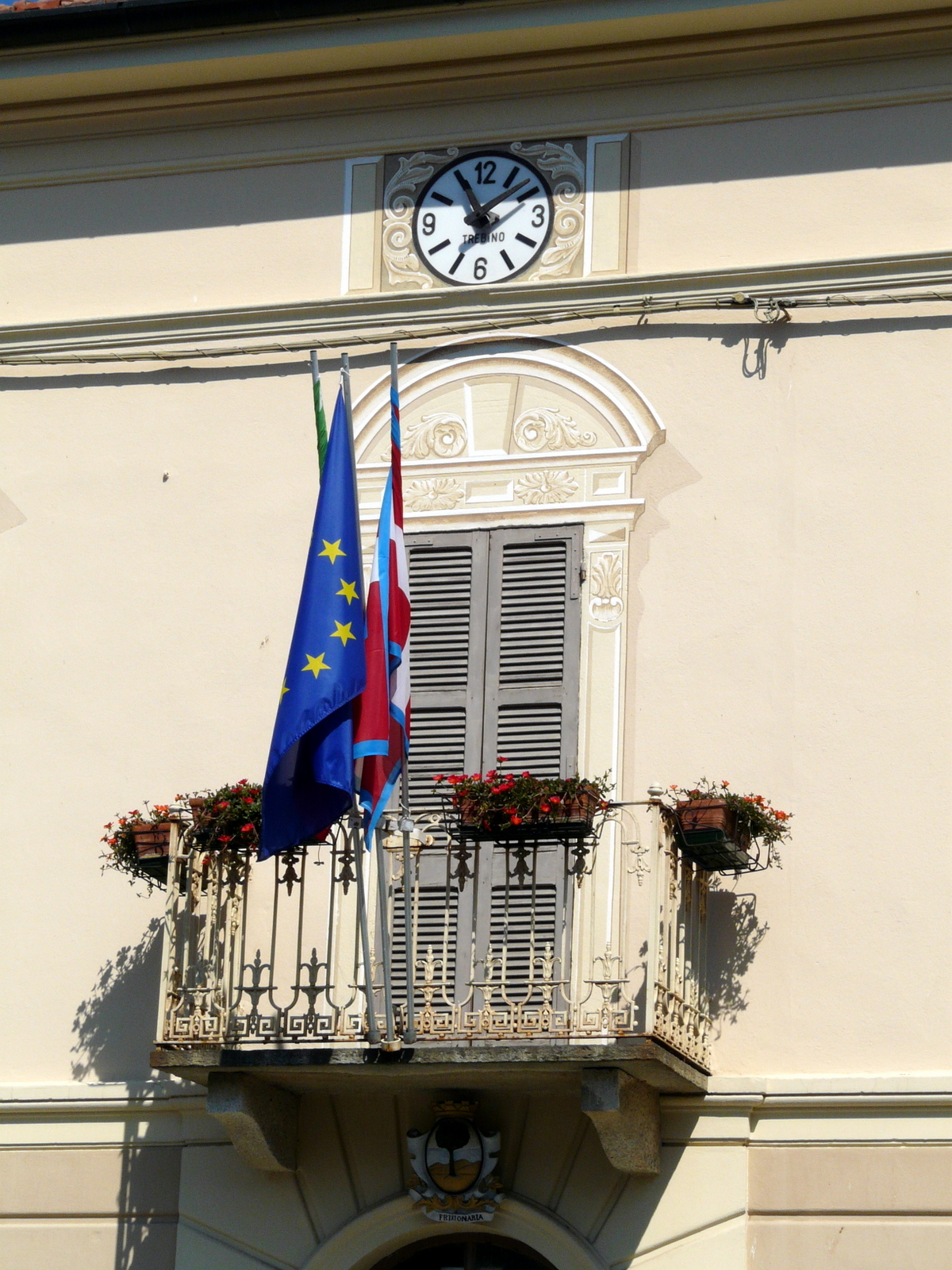
Particolare del municipio
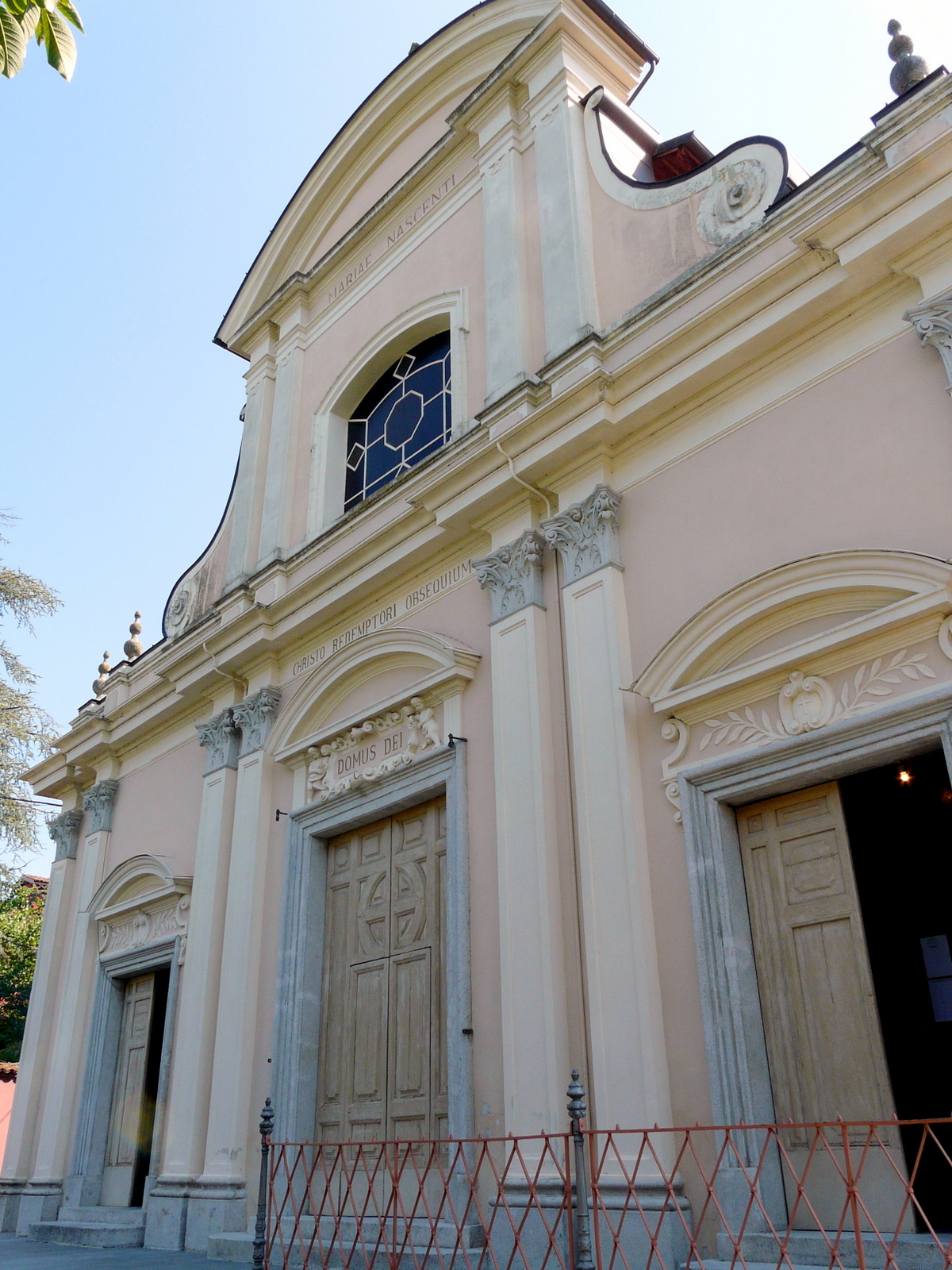
La facciata della chiesa della Natività di Maria Vergine
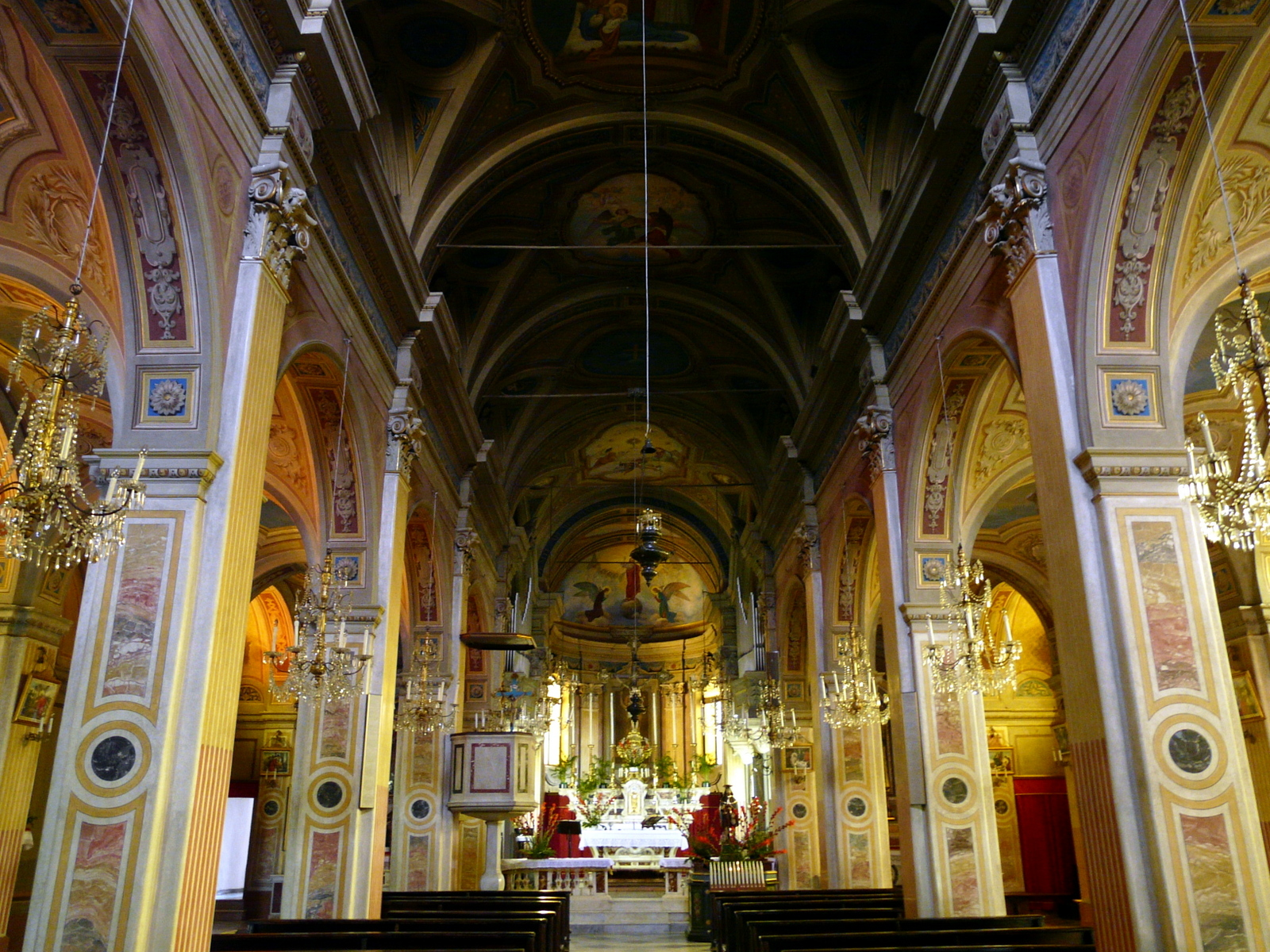
La navata centrale della chiesa della Natività di Maria Vergine
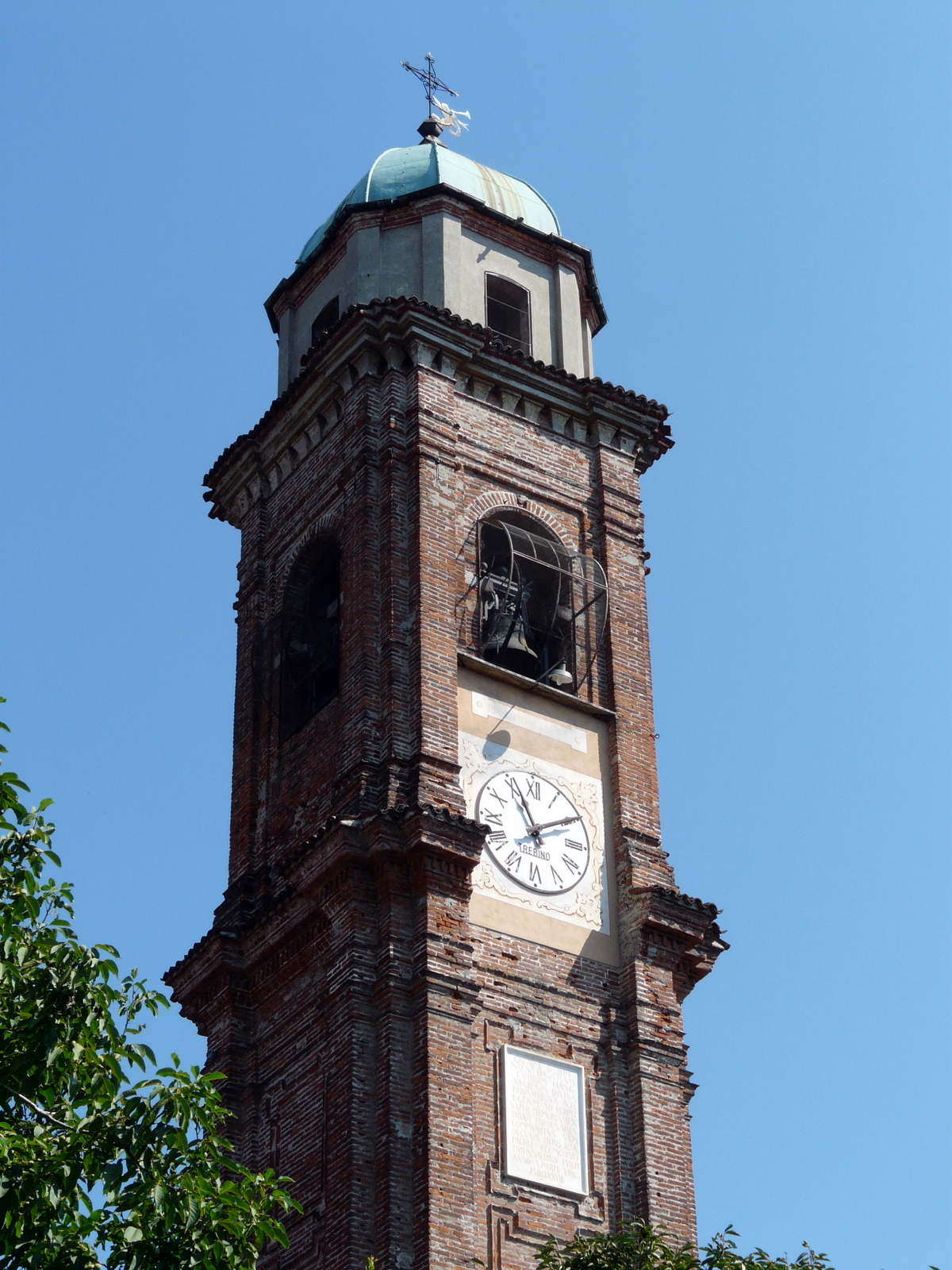
Il campanile della chiesa della Natività di Maria Vergine